# Statthalter
Statthalter în germană sau stadhouder în neerlandeză (în traducere directă locțiitor) a fost inițial un administrator al unei anumite regiuni, delegatul unei puteri centrale (rege, împărat etc.) pentru a administra o regiune sau un teritoriu. Cuvântul compus Statt-halter / Stad-houder este un calc după latinescul locum tenens, locus fiind echivalentul lui Stätte, iar tenere a lui halten.
Inițial funcția de Statthalter corespundea celei de regent sau de guvernator.

## Informații generale
Principalul motiv pentru instituirea funcției de Statthalter a fost necesitatea de a administra în mod eficient teritorii îndepărtate unele de altele, prin intermediul unor persoane cu extinse mandate de putere executivă. În aceste condiții, un Statthalter putea fi strâns legat de directivele superiorului său, dar putea la fel de bine (în cazul unei slabe puteri centrale) să ajungă relativ sau chiar total independent.
Adesea acești Statthalter mai erau numiți și guvernatori. Și termenul franțuzesc Lieutenant (lieu + tenant) corespunde lexical termenului Statthalter (vezi și locotenent). În absența monarhului, Statthalter-ul putea fi numit suveranul de drept sau regentul în funcție.

## Germania

### Sfântul Imperiu Roman
Demnitatea de Statthalter i-a fost acordată prințului elector sas Frederic al III-lea de către împăratul Maximilian I în 8 august 1507 la Dieta Imperială de la Konstanz și devenea efectivă în timpul absenței împăratului din imperiu.

### Hessen
Landgrafii de Hessen au numit câte un Statthalter în fiecare dintre cele două părți ale landgraviatului, atât pentru Niederhessen în Kassel, cât și pentru Oberhessen în Marburg.

### Kursachsen
Anton Egon von Fürstenberg-Heiligenberg a fost singurul Statthalter în Principatul Saxoniei sub prințului elector Frederic Augustus I (1697–1716).

## Austria
În Vorarlberg, reprezentantul Landeshauptmann-ului se numește Landesstatthalter; spre deosebire de Vorarlberg, în restul Republicii Austria numele funcției nu se mai folosește din 20 noiembrie 1918.

### Monarhia Habsburgică
Pentru multă vreme, denumirea de Statthalter pentru un reprezentant al monarhului și al guvernului său nu a fost folosită decât rar în Monarhia Habsburgică. Însă în 1849, titlul de Statthalter a înlocuit titlul de guvernator. În 1861, împăratul Francisc Iosif I a emis o constituție, care mai tîrziu a fost numită Patenta din Februarie pentru a putea fi deosebită ușor de alte texte constituționale. În codurile de legi pentru fiecare țară a Coroanei cuprinse în această constituție, Statthalter-ul era numit ca organ existent al statului cu drepturi proprii în fața dietei, însă nu toate competențele sale erau definite.
La propunerea guvernului cezaro-crăiesc, Consiliul Imperial al Cisleithaniei a elaborat în 1868 o legislație precisă. Prin ea s-a stabilit ca reprezentantul puterii imperiale centrale, Landeschef-ul, să se numească Statthalter în majoritatea țărilor Coroanei (astfel acest titlu s-a impus public în toate țările Coroanei); Statthalter-ul se găsea în fruntea unei Statthalterei (o structură administrativă asemănătoare întrucîtva unei prefecturi din sistemul românesc sau franțuzesc actual; spre deosebire de prefecturile românești sau franțuzești, țările Coroanei aveau cîte o dietă proprie și un executiv propriu, deci erau mult mai autonome).
În țările Coroanei
- Ducatul Salzburg,
- Ducatul Carintia,
- Ducatul Crainei,
- Ducatul Sileziei de Sus și de Jos și
- Ducatul Bucovinei

Landeschef-ul numit de împărat purta titlul de Landespräsident și conducea nu atît o Statthalterei (prefectură), cît un guvern local. Domeniul de competență al funcției era însă același ca în cazul unui Statthalter.
Statthalter-ul cezaro-crăiesc a fost numit de împărat pînă în 1918 pentru următoarele țări ale Coroanei
- Regatul Boemiei,
- Regatul Galiției și Lodomeriei,
- Arhiducatul Austriei de sub Enns,
- Arhiducatul Austriei de peste Enns,
- Margraviatul Moravia,
- Comitatul Princiar Tirol,
- Vorarlberg,
- Ducatul Stiria,
- Comitatul Princiar Gorizia și Gradisca,
- Orașul liber imperial Triest cu regiunea lui,
- Margraviatul Istriei.

Pentru ultimele trei țări ale Coroanei din această listă, exista o Statthalterei comună (a litoralului austriac) în Triest.
Împăratul era oricând liber să numească sau să destituie un Statthalter. În acest sens, k.k. Ministerpräsident-ul în funcție putea să-l sfătuiască pe împărat. Poziția de Statthalter era supusă controlului parlamentar doar în măsura în care Ministerpräsident-ul putea fi chestionat despre Statthalter în Consiliul Imperial. Însă Consiliul Imperial nu avea drept de decizie, Statthalter-ul îndeplinindu-și funcția în numele împăratului, precum guvernul k.k..
Oficiul Statthalter-ului a fost desființat prin lege în Austria Germană la 14 noiembrie 1918, iar legea a intrat în vigoare începînd cu 20 noiembrie 1918. Instituția anterioară Statthalterei a intrat din acel moment sub conducerea Landeshauptmann-ului ales în mod democratic.

## Elveția
În anumite cantoane ale Elveției, reprezentantul guvernului cantonal în districte se numește Statthalter sau Regierungsstatthalter („locțiitor guvernamental”; în franceză préfet).
În alte cantoane (cum ar fi Aargau, Obwalden, Nidwalden și Schwyz, anterior și în Lucerna) Statthalter, Landstatthalter sau Landesstatthalter este reprezentantul și supleantul președintelui guvernului cantonal.
În cantonul Basel-Oraș, vicepreședintele parlamentului cantonal poartă titlul de Statthalter.

## Țările de Jos
În Republica celor Șapte Provincii Unite, cel mai înalt funcționar al statului se numea Stadhouder. Această denumire a apărut în timpul stăpînirii burgunde și spaniole, deoarece, în perioada respectivă, Țările de Jos luate ca întreg aveau un Stadhouder general (Landvoogd) și fiecare provincie în parte era guvernată de Stadhouder-ul ei. Exercitarea puterii diferea într-o oarecare măsură de la o provincie la alta.
După sfîrșitul stăpînirii spaniole, Stadhouder-ul nu mai era delegatul sau supleantul unui monarh, ci al Statelor Generale ale Țările de Jos. Stadhouder-ul îi numea pe cei mai importanți funcționari, pe membrii curții de justiție, avea un drept limitat de grațiere, îi alegea pe membrii consiliilor orășenești etc.